# Phoberia orthosioides
Phoberia orthosioides là một loài bướm đêm trong họ Erebidae.